# Presidenti del Brasile
I presidenti del Brasile si sono succeduti a partire dal 1889, allorché fu abolita la monarchia con l'esilio dell'imperatore Pietro II, e fu proclamata la repubblica.
Nonostante venga diviso istituzionalmente per nome ufficiale (dal 1889 al 1967 come Stati Uniti del Brasile e dal 1967 ad oggi come Repubblica Federale del Brasile), storicamente si sono succedute sei repubbliche, caratterizzate da meccanismi politici distinti. Questa lista comprende tutti i presidenti dello stato brasiliano (più le giunte provvisorie), elencati dal 1889 ad oggi, e brevi descrizioni dei diversi periodi storici.

## Lista

### Prima Repubblica (1889–1930)
Il periodo della Prima Repubblica, o República Velha, iniziò nel 1889, con il colpo di Stato che depose l'imperatore Pietro II e instaurò la repubblica, fino al 1930, con un secondo colpo di Stato contro il regime oligarchico.
Questo periodo sì divide in due fasi: il primo, detto "Repubblica della Spada" (República da Espada, 1889-1894), in sostanza una dittatura retta dai militari, ed il secondo, detto "Repubblica Oligarchica" (República Oligárquica, 1894-1930), durante la quale il potere presidenziale era nelle mani di politici clientelari che rappresentavano, alternandosi, i produttori di caffè di San Paolo e gli allevatori di mucche da latte di Minas Gerais. Questa divisione di bipolarismo pacifico (detta "politica del caffellatte"), unita ai massicci brogli elettorali, passò da una sfiducia popolare ad aperta sedizione, fomentata da settori riformisti delle forze armate (Tenentismo), dopo il Martedì nero del 1929. Dopo che nelle elezioni presidenziali del 1930 furono perpetrati gli ennesimi brogli pur di garantire la continuità del sistema clientelare, mostratosi negligente nel risollevare l'economia dalla Grande depressione, gran parte dell'esercito si sollevò e depose il Presidente Washington Luís, inaugurando la Seconda Repubblica.
| N° | Ritratto | Presidente       | Presidente                         | Mandato          | Mandato                                               | Mandato                                               | Partito                   | Vicepresidente                                   |
| N° | Ritratto | Presidente       | Presidente                         | Elezione         | Inizio                                                | Fine                                                  | Partito                   | Vicepresidente                                   |
| -- | --- | ---------------- | ---------------------------------- | ---------------- | ----------------------------------------------------- | ----------------------------------------------------- | ------------------------- | ------------------------------------------------ |
| 1  | |                  | Deodoro da Fonseca                 | –                | 15 novembre 1889                                      | 23 febbraio 1891                                      | Militare                  | Carica inesistente                               |
| 1  | 1891 | 23 febbraio 1891 | Deodoro da Fonseca                 | 23 novembre 1891 | Floriano Peixoto                                      |                                                       | Militare                  |                                                  |
| 1  | Impostosi come Capo del governo provvisorio (1889) dopo il colpo di Stato contro l'imperatore Pietro II. Eletto Presidente della Repubblica (1891) dal Congresso nazionale. Costretto alle dimissioni dopo un tentativo di auto-golpe. |                  | Deodoro da Fonseca                 |                  |                                                       |                                                       |                           |                                                  |
| 2  | |                  | Floriano Peixoto                   | –                | 23 novembre 1891                                      | 15 novembre 1894                                      | Militare                  | Vacante                                          |
| 2  | Succeduto al Presidente Fonseca, in qualità di Vicepresidente, dopo le sue dimissioni. Completò il mandato 1891–1894. |                  | Floriano Peixoto                   |                  |                                                       |                                                       |                           |                                                  |
| 3  | |                  | Prudente de Morais                 | 1894             | 15 novembre 1894                                      | 15 novembre 1898                                      | Repubblicano              | Manuel Vitorino                                  |
| 3  | Primo presidente civile ed eletto direttamente. Affrontò la Guerra di Canudos (1896–1897) e le rivolte monarchiche, stroncandole con successo e consolidando la Repubblica. |                  | Prudente de Morais                 |                  |                                                       |                                                       |                           |                                                  |
| 4  | |                  | Manuel de Campos Sales             | 1898             | 15 novembre 1898                                      | 15 novembre 1902                                      | Repubblicano (Paulista)   | Francisco de Assis                               |
| 4  | La presidenza Campos Sales segnò l'inizio della "Prima Repubblica" (República Velha), una oligarchia caratterizzata dal clientelismo tra governo centrale e governatori statali (Política dos Governadores) e da un bipolarismo tra i produttori di caffè di San Paolo e quelli di latte di Minas Gerais, che si alternavano al potere di comune accordo ("Politica del caffellatte"). |                  | Manuel de Campos Sales             |                  |                                                       |                                                       |                           |                                                  |
| 5  | |                  | F. Rodrigues Alves                 | 1902             | 15 novembre 1902                                      | 15 novembre 1906                                      | Repubblicano (Paulista)   | Silviano Brandão (morto prima dell'insediamento) |
| 5  | Afonso Pena (17 giugno 1903–15 novembre 1906) |                  | F. Rodrigues Alves                 | 1902             | 15 novembre 1902                                      | 15 novembre 1906                                      | Repubblicano (Paulista)   |                                                  |
| 5  | Eletto come candidato Paulista, si impegnò sia nel favorire i latifondisti del caffè (Convenzione di Taubaté) che nella ristrutturazione urbana di San Paolo, così come nell'istituzione della vaccinazione obbligatoria, che portò alla "rivolta del vaccino", repressa in poco tempo. |                  | F. Rodrigues Alves                 |                  |                                                       |                                                       |                           |                                                  |
| 6  | |                  | Afonso Pena                        | 1906             | 15 novembre 1906                                      | 14 giugno 1909 †                                      | Repubblicano (Mineiro)    | Nilo Peçanha                                     |
| 6  | Benché eletto come candidato Mineiro (favorevole ai produttori caseari di Minas Gerais), la presidenza Pena non si caratterizzò per il clientelismo quanto invece per le opere di modernizzazione, come l'estensione della ferrovia verso l'Amazzonia e l'ammodernamento di esercito e marina. Fu il primo presidente brasiliano a morire in carica. |                  | Afonso Pena                        |                  |                                                       |                                                       |                           |                                                  |
| 7  | |                  | Nilo Peçanha                       | –                | 14 giugno 1909                                        | 15 novembre 1910                                      | Repubblicano (Fluminense) | Vacante                                          |
| 7  | Succeduto al Presidente Pena, in qualità di Vicepresidente, dopo la sua morte in carica. Primo presidente meticcio (o mulatto) ed unico presidente Fluminense (rappresentante dei latifondisti di Rio de Janeiro). Completò il mandato 1906–1910. |                  | Nilo Peçanha                       |                  |                                                       |                                                       |                           |                                                  |
| 8  | |                  | Hermes da Fonseca                  | 1910             | 15 novembre 1910                                      | 15 novembre 1914                                      | Repubblicano Conservatore | Venceslau Brás                                   |
| 8  | Nipote del primo presidente Deodoro da Fonseca. Al suo insediamento dovette affrontare e reprimere l'ammutinamento noto come "Rivolta della frusta", nonché la Guerra do Contestado (1912–1916). La sua presidenza fu caratterizzata da una politica autoritaria ("Politica della Salvezza") ed un militarismo istituzionale. |                  | Hermes da Fonseca                  |                  |                                                       |                                                       |                           |                                                  |
| 9  | |                  | Venceslau Brás                     | 1914             | 15 novembre 1914                                      | 15 novembre 1918                                      | Repubblicano (Mineiro)    | Urbano Santos                                    |
| 9  | Eletto come esponente mineiro moderato, supportato anche dagli altri repubblicani per il suo ruolo nel riequilibrare il potere degli oligarchi con il "Patto d'Oro" (1913). Guidò il Brasile al fianco degli Alleati nella Prima guerra mondiale (1917), favorendo anche l'industrializzazione del Paese. |                  | Venceslau Brás                     |                  |                                                       |                                                       |                           |                                                  |
| –  | |                  | Francisco de Paula Rodrigues Alves | 1918             | Mai entrato in carica (morto prima dell'insediamento) | Mai entrato in carica (morto prima dell'insediamento) | Repubblicano (Paulista)   | Delfim Moreira                                   |
| 10 | |                  | Delfim Moreira                     | –                | 15 novembre 1918                                      | 28 luglio 1919                                        | Repubblicano (Mineiro)    | Vacante                                          |
| 10 | Succeduto al Presidente eletto Rodrigues Alves, in qualità di Vicepresidente, dopo la sua morte prima dell'inaugurazione. Rimase in carica fino alle nuove elezioni. |                  | Delfim Moreira                     |                  |                                                       |                                                       |                           |                                                  |
| 11 | |                  | Epitácio Pessoa                    | 1919             | 28 luglio 1919                                        | 15 novembre 1922                                      | Repubblicano (Mineiro)    | Delfim Moreira (28 luglio 1919–1º luglio 1920)   |
| 11 | Vacante (1º luglio–10 novembre 1920) |                  | Epitácio Pessoa                    | 1919             | 28 luglio 1919                                        | 15 novembre 1922                                      | Repubblicano (Mineiro)    |                                                  |
| 11 | Bueno de Paiva (10 novembre 1920–15 novembre 1922) |                  | Epitácio Pessoa                    | 1919             | 28 luglio 1919                                        | 15 novembre 1922                                      | Repubblicano (Mineiro)    |                                                  |
| 11 | La presidenza Pessoa fu caratterizzata da un periodo di forte instabilità, segnata dalle ribellioni dei settori riformatori dell'Esercito, dall'indebitamento con i Paesi europei e gli Stati Uniti per finanziare l'industrializzazione e dalle agitazioni operaie a carattere socialista. Nonostante ciò, si vide anche l'onore di ospitare il Campionato sudamericano di calcio (1921) e pose fine alla legge d'esilio perpetuo contro l'ex famiglia reale.                                                               |                  | Epitácio Pessoa                    |                  |                                                       |                                                       |                           |                                                  |
| 12 | |                  | Artur Bernardes                    | 1922             | 15 novembre 1922                                      | 15 novembre 1926                                      | Repubblicano (Mineiro)    | Estácio Coimbra                                  |
| 12 | A causa delle tensioni pre-esistenti, la presidenza Bernardes fu incentrata soprattutto sul reprimere le varie ribellioni che esplodevano nel Paese, specie le rivolte di Rio Grande (1923) e di San Paolo (1924). Sul fronte internazionale ci fu il ritiro del Brasile dalla Società delle Nazioni (1926), al termine del mandato presidenziale. |                  | Artur Bernardes                    |                  |                                                       |                                                       |                           |                                                  |
| 13 | |                  | Washington Luís                    | 1926             | 15 novembre 1926                                      | 24 ottobre 1930                                       | Repubblicano (Paulista)   | Fernando de Melo Viana                           |
| 13 | Inaugurata con grande speranza, la presidenza Luís cercò di controllare le agitazioni militari istituendo il Consiglio di difesa nazionale (1927) con funzioni di intelligence. Nel 1929, tuttavia, la crisi politica generata dalla rottura tra i repubblicani Mineiros e quelli Paulisti, nonché le accuse d aver effettuato dei brogli effettuati nelle elezioni presidenziali del 1930, vinte da Júlio Prestes, portarono al colpo di Stato dei militari e delle opposizioni, causando la fine della "Prima Repubblica". |                  | Washington Luís                    |                  |                                                       |                                                       |                           |                                                  |
| -  | |                  | Júlio Prestes                      | 1930             | Mai entrato in carica (colpo di Stato)                | Mai entrato in carica (colpo di Stato)                | Repubblicano (Paulista)   | Vital Soares                                     |
| -  | Presidente eletto come vincitore delle elezioni presidenziali del 1930, non entrò mai in carica a causa del colpo di Stato che depose il suo predecessore Washington Luís e mise il potere in mano ad una giunta militare. |                  | Júlio Prestes                      |                  |                                                       |                                                       |                           |                                                  |

### Seconda Repubblica (1930–1937)
La Seconda Repubblica o Governos Provisório e Constitucional iniziò nel 1930, dopo il colpo di Stato militare (o rivoluzione) contro il regime oligarchico, terminando nel 1937, con l'instaurazione della dittatura di Getúlio Vargas.
Dopo una breve giunta militare, il golpisti insediarono Vargas, in precedenza esponente del Partito Repubblicano Rio-Grandese e leader dell'Alleanza Liberale, che inaugurò una nuova Costituzione e pose fine al regime semi-feudale degli oligarchi agrari. A causa dei disordini e delle sommosse, orchestrate dagli ex-repubblicani (rivoluzione del 1932), dai comunisti (1937) e dal partito fascista degli Integralisti, Vargas usò i suoi poteri per rafforzare l'esecutivo ed infine instaurare una dittatura apartitica ispirata al regime di Antonio Salazar in Portogallo.
| N° | Ritratto | Presidente     | Presidente                                                               | Mandato          | Mandato         | Mandato         | Partito         | Vicepresidente     |
| N° | Ritratto | Presidente     | Presidente                                                               | Elezione         | Inizio          | Fine            | Partito         | Vicepresidente     |
| -- | --- | -------------- | ------------------------------------------------------------------------ | ---------------- | --------------- | --------------- | --------------- | ------------------ |
| –  | |                | Triumvirato: Augusto Fragoso Isaías de Noronha João de Deus Mena Barreto | –                | 24 ottobre 1930 | 3 novembre 1930 | Giunta militare | Carica inesistente |
| –  | Dopo il colpo di Stato del 1930 fu istituita una giunta militare provvisoria, retta da un triumvirato, che amministrò il Paese per 11 giorni. |                | Triumvirato: Augusto Fragoso Isaías de Noronha João de Deus Mena Barreto |                  |                 |                 |                 |                    |
| 14 | |                | Getúlio Vargas (primo mandato)                                           | –                | 3 novembre 1930 | 20 luglio 1934  | Indipendente    | Carica inesistente |
| 14 | 1934 | 20 luglio 1934 | Getúlio Vargas (primo mandato)                                           | 10 novembre 1937 |                 |                 | Indipendente    | Carica inesistente |
| 14 | Nominato dalla giunta militare Presidente provvisorio, Vargas utilizzò i suoi poteri illimitati per varare sia riforme modernizzatrici. L'insoddisfazione da parte dell'élite agrarie che da 40 anni dominavano il Paese, nonché lo sdegno della borghesia per l'autoritarismo del governo, provocò la rivoluzione del 1932, sedata nel sangue. La fallita sommossa portò Vargas varare una nuova Costituzione e indire nuove elezioni, vinte con successo grazie alla sua popolarità presso il ceto medio. Dopo una fallita sedizione (1935), istigata dal Partito Comunista, Vargas utilizzò il partito fascista AIB per mantenere l'ordine pubblico fino a che, forte della sua posizione, poté rovesciare la sua stessa Costituzione, bandire tutti i partiti (incluso l'AIB) e instaurare una dittatura. |                | Getúlio Vargas (primo mandato)                                           |                  |                 |                 |                 |                    |

### Terza Repubblica (1937–1946)
L'Estado Novo o Terza Repubblica (Terceira República) durò dal 1937, anno dell'instaurazione del regime pseudo-fascista di Getúlio Vargas, al 1945, anno delle dimissioni dello stesso Vargas.
Questo periodo segnò l'inizio dell'Estado Novo ("Nuovo Stato"), ispirato ai regimi fascisti di Portogallo, Italia e Spagna. Si caratterizzò sia per la creazione del primo welfare state brasiliano, nonché l'estensione di molti diritti (come il suffragio femminile), sia per l'autoritarismo di governo e la persecuzione di comunisti, anarchici e dissidenti di ogni sorta. Nonostante le iniziali simpatie filo-tedesche di Vargas, il Brasile si schierò contro le Potenze dell'Asse durante la Seconda guerra mondiale, alla cui fine seguì la caduta di Vargas per le pressioni esterne (specie degli Stati Uniti) che interne.
| N° | Ritratto | Presidente | Presidente                     | Mandato  | Mandato          | Mandato         | Partito      | Vicepresidente     |
| N° | Ritratto | Presidente | Presidente                     | Elezione | Inizio           | Fine            | Partito      | Vicepresidente     |
| -- | --- | ---------- | ------------------------------ | -------- | ---------------- | --------------- | ------------ | ------------------ |
| 14 | |            | Getúlio Vargas (primo mandato) | –        | 10 novembre 1937 | 29 ottobre 1945 | Indipendente | Carica inesistente |
| 14 | Dopo aver condotto un auto-golpe, Vargas utilizzò i suoi pieni poteri per imporre una nuova Costituzione, nonché una dittatura sostanziale. Il nuovo regime divenne pubblicizzato come "Estado Novo", ispirato al modello dell'"Estado Novo" salazarista portoghese, al fascismo italiano ed al New Deal americano, caratterizzato da un forte nazionalismo, anticomunismo e corporativismo economico. Allo stesso tempo furono varate riforme progressiste come l'estensione del suffragio per le donne, il salario minimo, le ferie obbligatorie e la creazione di sindacati statali. Nonostante i timori degli Alleati, Vargas schierò il Brasile contro l'Asse nella Seconda guerra mondiale, istituendo la Forza di Spedizione brasiliana nel 1943. A causa delle pressioni politiche interne ed esterne, Vargas rassegnò infine le dimissioni dopo la fine della guerra. |            | Getúlio Vargas (primo mandato) |          |                  |                 |              |                    |
| 15 | |            | José Linhares                  | –        | 29 ottobre 1945  | 31 gennaio 1946 | Indipendente | Carica inesistente |
| 15 | Succeduto al Presidente Vargas, in qualità di Presidente del Tribunale supremo, dopo le sue dimissioni. Rimase in carica fino al 1946, dopo le nuove elezioni. |            | José Linhares                  |          |                  |                 |              |                    |

### Quarta Repubblica (1946–1964)
La Quarta Repubblica o Período Populista iniziò nel 1946, dopo il ritorno alla democrazia, e finì nel 1964, con il golpe militare che depose il Presidente João Goulart.
La Quarta Repubblica fu marcata da un multipartitismo a carattere populista, con poca differenza tra i vari partiti (ad eccezione della destra, coalizzatasi nell'Unione Democratica Nazionale). Fu un periodo di prosperità, sulla scia del boom economico degli anni '50 e '60, ma anche di instabilità, con frequenti conflitti tra la Presidenza ed il Congresso, che portò ad una breve riforma in senso parlamentare della repubblica (1961-1964). L'ascesa alla presidenza del socialista moderato Goulart portò il Congresso (dominato dalle destre) ed i militari a condurre un colpo di Stato che portò all'instaurazione di un regime dittatoriale.
| N° | Ritratto | Presidente      | Presidente                               | Mandato  | Mandato          | Mandato          | Partito                   | Vicepresidente                              |
| N° | Ritratto | Presidente      | Presidente                               | Elezione | Inizio           | Fine             | Partito                   | Vicepresidente                              |
| -- | --- | --------------- | ---------------------------------------- | -------- | ---------------- | ---------------- | ------------------------- | ------------------------------------------- |
| 16 | |                 | Eurico Gaspar Dutra                      | 1945     | 31 gennaio 1946  | 31 gennaio 1951  | Social Democratico (PSD)  | Vacante (31 gennaio 1946–19 settembre 1946) |
| 16 | Nereu Ramos (19 settembre 1946–30 gennaio 1951) |                 | Eurico Gaspar Dutra                      | 1945     | 31 gennaio 1946  | 31 gennaio 1951  | Social Democratico (PSD)  |                                             |
| 16 | La presidenza Dutra vide la riforma della Costituzione brasiliana del 1937, che ridusse il mandato presidenziale da 6 a 5 anni, nonché al bando contro gioco d'azzardo (1946), il divieto contro il Partito Comunista (1947) e l'interruzione delle relazioni con l'URSS (1948). Ciononostante fu varato il Piano SALTE, che implementò il welfare state e aumentò il benessere della popolazione. |                 | Eurico Gaspar Dutra                      |          |                  |                  |                           |                                             |
| 17 | |                 | Getúlio Vargas (secondo mandato)         | 1950     | 31 gennaio 1951  | 24 agosto 1954 † | Laburista (PTB)           | João Café Filho                             |
| 17 | Nonostante il suo passato dittatoriale, Vargas era stato capace di "reinventarsi" e vincere nettamente le elezioni del 1950 con un programma socialdemocratico e conciliatorio, avviando notevoli progetti strutturali e fondando la Petrobras (1953). Nonostante ciò, la seconda presidenza Vargas fu colpita da scandali di corruzione e problemi fiscali, nonché dalle precarie condizioni di salute dello stesso presidente. Dopo un attentato contro il rivale politico Carlos Lacerda (1954), orchestrato da sostenitori di Vargas senza il suo consenso, l'opinione pubblica si mobilitò contro il governo, portando Vargas a suicidarsi a causa dell'isolamento politico e degli attacchi costanti alla sua persona. |                 | Getúlio Vargas (secondo mandato)         |          |                  |                  |                           |                                             |
| 18 | |                 | João Café Filho                          | –        | 24 agosto 1954   | 3 settembre 1954 | Social Progressista (PSP) | Vacante                                     |
| 18 | 3 settembre 1954 | 8 novembre 1955 | João Café Filho                          | –        |                  |                  | Social Progressista (PSP) | Vacante                                     |
| 18 | Succeduto al Presidente Vargas, in qualità di Vicepresidente, dopo il suo suicidio. Rinunciò all'incarico, ufficialmente per motivi di salute, poco prima dello scadere del mandato 1951–1956. Le sue dimissioni tuttavia, mai ufficializzate, furono tra le cause della crisi di successione a Vargas che portò al contro-golpe del 1955. |                 | João Café Filho                          |          |                  |                  |                           |                                             |
| 19 | |                 | Carlos Luz                               | –        | 8 novembre 1955  | 11 novembre 1955 | Social Democratico (PSD)  | Vacante                                     |
| 19 | Succeduto al Presidente Café Filho, in qualità di Presidente della Camera dei Deputati, dopo le sue dimissioni. Fu deposto da un "golpe preventivo" (o contro-golpe) per aver tentato di impedire l'inaugurazione del Presidente eletto Juscelino Kubitschek. |                 | Carlos Luz                               |          |                  |                  |                           |                                             |
| 20 | |                 | Nereu Ramos                              | –        | 11 novembre 1955 | 31 gennaio 1956  | Social Democratico (PSD)  | Vacante                                     |
| 20 | Succeduto al Presidente provvisorio Luz, in qualità di Presidente facente funzioni del Senato, dopo la sua deposizione. Impedì al Presidente Café Filho di rientrare in carica per via del suo coinvolgimento del tentato golpe contro il Presidente eletto Juscelino Kubitschek. Completò il mandato 1951–1956. |                 | Nereu Ramos                              |          |                  |                  |                           |                                             |
| 21 | |                 | Juscelino Kubitschek                     | 1955     | 31 gennaio 1956  | 31 gennaio 1961  | Social Democratico (PSD)  | João Goulart (Primo mandato)                |
| 21 | La presidenza Kubitschek realizzò il Plano de Metas (1956), un programma avente lo scopo di modernizzare e industrializzare il Brasile. Il successo del programma, assieme alle vittorie sportive nei Mondiali di calcio (1958) e a Wimbledon (1959), contribuì a caratterizzare la presidenza Kubitschek come un periodo prospero e tranquillo. Verso la fine del suo mandato iniziarono i lavori di costruzione della nuova capitale Brasilia (1960). |                 | Juscelino Kubitschek                     |          |                  |                  |                           |                                             |
| 22 | |                 | Jânio Quadros                            | 1960     | 31 gennaio 1961  | 25 agosto 1961   | Laburista Nazionale (PTN) | João Goulart (Secondo mandato)              |
| 22 | Eletto sulle basi di una campagna populista, Quadros era stato sostenuto principalmente dall'opposizione di destra, ma il suo comportamento eccentrico, la sua inesperienza e la sua mancanza di un programma chiaro gli alienarono in breve tempo tutti i suoi sostenitori e alleati. Nel tentativo di riacquisire potere, firmò una lettera di dimissioni dopo solo 7 mesi di presidenza, aspettandosi un respingimento da parte del Congresso, che invece le accettò di buon grado. |                 | Jânio Quadros                            |          |                  |                  |                           |                                             |
| 23 | |                 | Pascoal Ranieri Mazzilli (Primo mandato) | –        | 25 agosto 1961   | 7 settembre 1961 | Social Democratico (PSD)  | Vacante                                     |
| 23 | Succeduto al Presidente Quadros, in qualità di Presidente della Camera dei Deputati, dopo le sue dimissioni. Inizialmente un presidente provvisorio, cercò assieme alla maggioranza del Congresso di impedire la legittima successione del Vicepresidente João Goulart, visto come un simpatizzante socialista, assente per un viaggio di stato in Cina. Lasciò la carica dopo la riforma istituzionale che rese la presidenza cerimoniale. |                 | Pascoal Ranieri Mazzilli (Primo mandato) |          |                  |                  |                           |                                             |
| 24 | |                 | João Goulart                             | –        | 7 settembre 1961 | 1º aprile 1964   | Laburista (PTB)           | Vacante                                     |
| 24 | Succeduto al Presidente Quadros, in qualità di Vicepresidente, dopo le sue dimissioni. Riuscì ad entrare in carica solo dopo 13 giorni, a causa dell'ostruzionismo del Congresso (dominato dalle destre). Insediatosi dopo una riforma strategica che cambiò l'assetto istituzionale da presidenziale a parlamentare, la sua presidenza fu caratterizzata dai conflitti con il Congresso, fino al referendum istituzionale del 1963 che ripristinò il presidenzialismo. L'anno seguente, tuttavia, fu deposto da un colpo di Stato militare, sostenuto dal Congresso. |                 | João Goulart                             |          |                  |                  |                           |                                             |

### Dittatura militare (1964–1985)
La Dittatura militare brasiliana, conosciuta anche come Quinta Repubblica, iniziò nel 1964, dopo il golpe militare che rovesciò il governo democratico di João Goulart, e finì nel 1985, con il ripristino della democrazia e l'elezione presidenziale di Tancredo Neves.
Il periodo della dittatura militare, camuffato con elezioni fittizie, fu sia un periodo di espansione economica che di persecuzione per le opposizioni, specie i comunisti, di censura e di moralismo dei costumi. Il potere fu concentrato nelle mani del partito Aliança Renovadora Nacional (ARENA), di carattere nazionalista, mercatista e conservatore, fino a che l'aumento vertiginoso dell'inflazione, l'aumento della povertà, il crescente malcontento popolare, l'élitismo politico dei militari e la mancanza di necessità da parte degli USA di un regime estremista in un periodo di distensione portarono al declino del regime, infine smantellato sotto la presidenza di João Figueiredo.
| N° | Ritratto | Presidente | Presidente                                                 | Mandato  | Mandato               | Mandato               | Partito                                         | Vicepresidente               |
| N° | Ritratto | Presidente | Presidente                                                 | Elezione | Inizio                | Fine                  | Partito                                         | Vicepresidente               |
| -- | --- | ---------- | ---------------------------------------------------------- | -------- | --------------------- | --------------------- | ----------------------------------------------- | ---------------------------- |
| 25 | |            | Pascoal Ranieri Mazzilli (Secondo mandato)                 | –        | 2 aprile 1964         | 15 aprile 1964        | Social Democratico (PSD)                        | Vacante                      |
| 25 | Succeduto al Presidente Goulart, in qualità di Presidente della Camera dei Deputati, dopo la sua deposizione. Rimase in carica fino alle nuove elezioni. |            | Pascoal Ranieri Mazzilli (Secondo mandato)                 |          |                       |                       |                                                 |                              |
| 26 | |            | Humberto de Alencar Castelo Branco                         | 1964     | 15 aprile 1964        | 15 marzo 1967         | Militare (1964–1966)                            | José Maria Alkmin            |
| 26 | Aliança Renovadora Nacional (ARENA) (1966–1967) |            | Humberto de Alencar Castelo Branco                         | 1964     | 15 aprile 1964        | 15 marzo 1967         |                                                 | José Maria Alkmin            |
| 26 | Benché eletto a larga maggioranza dal Congresso, la presidenza Castelo Branco inaugurò il periodo del regime militare, dove i militari controllavano di fatto elezioni ed istituzioni. Il multipartitismo fu sostituito da un bipartitismo virtuale tra ARENA (destra pro-golpe) e MDB (raggruppamento multi-ideologico democratico). Dal punto di vista economico, annullò la riforma agraria di Goulart e sostenne una politica liberista. Dopo la riforma della Costituzione (1967), fu costretto alle dimissioni dai "falchi" militaristi. |            | Humberto de Alencar Castelo Branco                         |          |                       |                       |                                                 |                              |
| 27 | |            | Artur da Costa e Silva                                     | 1966     | 15 marzo 1967         | 31 agosto 1969        | Aliança Renovadora Nacional (ARENA)             | Pedro Aleixo                 |
| 27 | Succeduto al Presidente Castelo Branco, ritenuto una "colomba" dall'establishment militare. Primo presidente dopo l'introduzione della Costituzione, che sancì la creazione della contemporanea Repubblica Federativa. Fu deposto per motivi di salute dopo 2 anni di governo. Durante il suo governo si ebbe l'emissione dell'Ato Institucional Nº 5, decreto che rimosse l'habeas corpus dal Paese. |            | Artur da Costa e Silva                                     |          |                       |                       |                                                 |                              |
| –  | |            | Pedro Aleixo                                               | –        | Mai entrato in carica | Mai entrato in carica | Aliança Renovadora Nacional (ARENA)             | Vacante                      |
| –  | Vicepresidente civile di Costa e Silva, alla malattia del presidente i militari gli impedirono di prenderne il posto ad interim, instaurando una giunta militare. La legge federale brasiliana numero 12.486, promulgata il 12 settembre 2011 riconobbe l'illegalità dell'atto che impedì il suo insediamento e che lo rimosse dalla carica di vicepresidente, affermando che Pedro Aleixo andasse riconosciuto come ex presidente del Brasile a tutti gli effetti. |            | Pedro Aleixo                                               |          |                       |                       |                                                 |                              |
| –  | |            | Triumvirato: Aurélio de Lira Márcio Melo Augusto Rademaker | –        | 31 agosto 1969        | 30 ottobre 1969       | Giunta militare                                 | Vacante                      |
| –  | Benché spettasse al Vicepresidente Pedro Aleixo subentrare al deposto Costa e Silva, i militari non erano disposti a lasciare che un civile entrasse in carica. Pertanto Costa e Silva rimase presidente formale fino a nuove elezioni, mentre una giunta militare tripartita si incaricò di svolgere le funzioni di governo. |            | Triumvirato: Aurélio de Lira Márcio Melo Augusto Rademaker |          |                       |                       |                                                 |                              |
| 28 | |            | Emílio Garrastazu Médici                                   | 1969     | 30 ottobre 1969       | 15 marzo 1974         | Aliança Renovadora Nacional (ARENA)             | Augusto Rademaker            |
| 28 | La presidenza Médici fu caratterizzata dal raggiungimento dell'apice della violenza politica, con un aumento delle violenze, torture ed arresti contro guerriglieri ed altri oppositori del regime. Durante il suo mandato l'economia brasiliana visse un boom economico ("Miracolo brasiliano") e furono celebrati i festeggiamenti per il centocinquantenario dell'Indipendenza del Brasile (1825–1972). In politica estera Médici fu un alleato chiave dell'Amministrazione Nixon negli USA, e secondo alcune fonti fu uno degli organizzatori del golpe cileno contro Salvador Allende (1973) e pianificò una seconda invasione cubana contro Fidel Castro.                                                                          |            | Emílio Garrastazu Médici                                   |          |                       |                       |                                                 |                              |
| 29 | |            | Ernesto Geisel                                             | 1974     | 15 marzo 1974         | 15 marzo 1979         | Aliança Renovadora Nacional (ARENA)             | Adalberto Pereira dos Santos |
| 29 | Durante la presidenza Geisel il "Miracolo brasiliano" continuò, portando ad una massiccia espansione delle infrastrutture. Pur essendo un "falco" del regime, l'omicidio del famoso giornalista Vladimir Herzog (1975) da parte dei servizi segreti portò all'alienazione dell'ala dura dei militari. In politica estera ci un fu forte pragmatismo, riconoscendo il governo portoghese della Rivoluzione dei garofani (1974), che aveva deposto il pseudo-fascista e alleato del regime Marcello Caetano, e riprendendo le relazioni diplomatiche con la Cina. In tempi recenti, si è scoperto che buona parte degli omicidi politici contro i dissidenti avvenuti durante la presidenza Geisel furono istigati ed approvati dalla CIA. |            | Ernesto Geisel                                             |          |                       |                       |                                                 |                              |
| 30 | |            | João Figueiredo                                            | 1978     | 15 marzo 1979         | 15 marzo 1985         | Aliança Renovadora Nacional (ARENA) (1979–1980) | Aureliano Chaves             |
| 30 | Democratico Sociale (PDS) (1980–1985) |            | João Figueiredo                                            | 1978     | 15 marzo 1979         | 15 marzo 1985         |                                                 | Aureliano Chaves             |
| 30 | Delfino del Presidente Geisel e moderato pro-democratizzazione, Figueiredo aprì la sua presidenza concedendo un'amnistia ai dissidenti imprigionati. Nel 1980 dissolse il partito ARENA, sostituendolo con il liberal-conservatore PDS, legalizzando anche il multipartitismo. Durante la presidenza Figuerado si verificò la reazione degli ambienti estremisti dell'esercito, con attacchi e minacce ai membri dell'opposizione per impedire la democratizzazione del Paese. Ciononostante, nel 1982 ci furono le prime elezioni legislative libere, ed al termine del suo mandato le elezioni presidenziali del 1985 videro la vittoria dei democratici e la fine della dittatura militare.                                           |            | João Figueiredo                                            |          |                       |                       |                                                 |                              |

### Sesta Repubblica (1985–presente)
La Sesta Repubblica (Nova República) è il periodo iniziato nel 1985, con le prime elezioni democratiche, sino ad oggi. Durante questo periodo è stata approvata definitivamente la riforma della Costituzione (1988), si è assistito alla fine della guerra fredda, al rafforzamento delle istituzioni democratiche e presidenziali e alla nascita di un forte multipartitismo.
| N° | Ritratto | Presidente    | Presidente                     | Mandato  | Mandato                                               | Mandato                                               | Partito                                                                                | Vicepresidente  |
| N° | Ritratto | Presidente    | Presidente                     | Elezione | Inizio                                                | Fine                                                  | Partito                                                                                | Vicepresidente  |
| -- | --- | ------------- | ------------------------------ | -------- | ----------------------------------------------------- | ----------------------------------------------------- | -------------------------------------------------------------------------------------- | --------------- |
| –  | |               | Tancredo Neves                 | 1985     | Mai entrato in carica (morto prima dell'insediamento) | Mai entrato in carica (morto prima dell'insediamento) | Democratico (PMDB)                                                                     | José Sarney     |
| 31 | |               | José Sarney                    | –        | 15 marzo 1985                                         | 21 aprile 1985                                        | Democratico (PMDB)                                                                     | Vacante         |
| 31 | 21 aprile 1985 | 15 marzo 1990 | José Sarney                    | –        |                                                       |                                                       | Democratico (PMDB)                                                                     | Vacante         |
| 31 | Succeduto al Presidente eletto Neves, in qualità di Vicepresidente, inizialmente come presidente provvisorio durante la malattia, poi come presidente ufficiale dopo la sua morte. Economicamente, la presidenza Sarney introdusse una politica di austerità (1986), contro le indicazioni del FMI, nonché un controllo dei prezzi di vendita, che tuttavia inficiarono negativamente sull'inflazione. Nonostante venga ricordata come l'amministrazione che introdusse la nuova e attuale Costituzione (1988), Sarney si caratterizzò per il clientelismo verso parenti ed amici, che lo resero anche dopo la presidenza un potente oligarca politico. |               | José Sarney                    |          |                                                       |                                                       |                                                                                        |                 |
| 32 | |               | Fernando Collor                | 1989     | 15 marzo 1990                                         | 29 dicembre 1992                                      | Ricostruzionista (PRN)                                                                 | Itamar Franco   |
| 32 | Ricordato come il più giovane Presidente brasiliano (40 anni). La presidenza Collor avviò importanti privatizzazioni di enti statali (come Petrobras), stabilizzò l'inflazione, adottò un regime di cambi flessibili, introdusse il cruzeiro come valuta e varò una confisca dei depositi bancari superiori a 50.000 Cr$. Dopo più di 2 anni di governo, a causa di irregolarità riscontrate nel finanziamento della sua campagna elettorale, Collor fu posto sotto impeachment e costretto a lasciare la presidenza. |               | Fernando Collor                |          |                                                       |                                                       |                                                                                        |                 |
| 33 | |               | Itamar Augusto Cautiero Franco | –        | 29 dicembre 1992                                      | 1º gennaio 1995                                       | Democratico (PMDB)                                                                     | Vacante         |
| 33 | Succeduto al Presidente Collor, in qualità di Vicepresidente, dopo il suo impeachment. La sua presidenza vide il referendum istituzionale tra monarchia e repubblica (1993), che confermò la Costituzione repubblicana e presidenzialista. In economia perseguì una politica liberista moderata, varando il Plano Real (1994) e sostituendo la valuta Cruzeiro con il Real. |               | Itamar Augusto Cautiero Franco |          |                                                       |                                                       |                                                                                        |                 |
| 34 | |               | Fernando Henrique Cardoso      | 1994     | 1º gennaio 1995                                       | 1º gennaio 2003                                       | Social Democratico (PSDB)                                                              | Marco Maciel    |
| 34 | 1998 |               | Fernando Henrique Cardoso      |          | 1º gennaio 1995                                       | 1º gennaio 2003                                       | Social Democratico (PSDB)                                                              | Marco Maciel    |
| 34 | Ex Ministro dell'Economia del Presidente Franco, continuò la politica del Plano Real, causando tuttavia una forte svalutazione ed un aumento massiccio della disoccupazione alla fine degli anni '90. Le sue massicce privatizzazioni ed apertura ad investitori stranieri furono spesso controverse, con il sospetto di corruzione e malagestione. Sul piano internazionale, la presidenza Cardoso portò all'entrata nel Mercosur, riconobbe lo Stato di Palestina, firmò il TNP, ristabilì le relazioni diplomatiche con Cuba e realizzò 150 trattati di cooperazione internazionale con vari Paesi. |               | Fernando Henrique Cardoso      |          |                                                       |                                                       |                                                                                        |                 |
| 35 | |               | Luiz Inácio Lula da Silva      | 2002     | 1º gennaio 2003                                       | 1º gennaio 2011                                       | Lavoratori (PT)                                                                        | José Alencar    |
| 35 | 2006 |               | Luiz Inácio Lula da Silva      |          | 1º gennaio 2003                                       | 1º gennaio 2011                                       | Lavoratori (PT)                                                                        | José Alencar    |
| 35 | Entrato in carica con un programma socialista, nei fatti la presidenza Silva (o Lula) ha adottato un approccio riformista e moderato. Ciò portò alcune sezioni del PT ad abbandonare il partito, ritenuto troppo moderato, e formare nuovi partiti socialisti come il PSOL.Tra le più importanti riforme di Lula vi furono il progetto "Fome zero" (2003), volto a sradicare la fame attraverso aiuti all'agricoltura e forme di microcredito, il "Bolsa Família" (aiuti economici per favorire la scolarizzazione) ed il PAC (espansione e miglioramento delle infrastrutture). In economia, a dispetto della retorica radicale, fu continuata la politica del predecessore, avviando forme di partenariato pubblico-privato. In politica estera fu seguita una linea internazionalista, rinnovando gli impegni con il FMI, l'amicizia con gli Stati Uniti e l'alleanza con i governanti latinoamericani, specie Hugo Chávez, Néstor Kirchner e Raúl Castro. |               | Luiz Inácio Lula da Silva      |          |                                                       |                                                       |                                                                                        |                 |
| 36 | |               | Dilma Rousseff                 | 2010     | 1º gennaio 2011                                       | 31 agosto 2016                                        | Lavoratori (PT)                                                                        | Michel Temer    |
| 36 | 2014 |               | Dilma Rousseff                 |          | 1º gennaio 2011                                       | 31 agosto 2016                                        | Lavoratori (PT)                                                                        | Michel Temer    |
| 36 | La presidenza Roussef proseguì i programmi stabiliti dal predecessore Lula. Tuttavia, dopo la rielezione nel 2014, il governo fu colpito da diversi scandali di corruzione e negligenza. In particolare, i risultati dell'Operazione Autolavaggio (2014), guidata dal giudice Sérgio Moro su un caso di corruzione in Petrobras, rivelarono il coinvolgimento dell'ex-presidente Lula, di vari esponenti della maggioranza e della stessa Rousseff portarono proteste di massa ed il Congresso a formulare un impeachment contro Rousseff, che portò alla sua deposizione. |               | Dilma Rousseff                 |          |                                                       |                                                       |                                                                                        |                 |
| 37 | |               | Michel Temer                   | –        | 31 agosto 2016                                        | 1º gennaio 2019                                       | Democratico (PMDB)                                                                     | Vacante         |
| 37 | Succeduto alla presidente Rousseff, in qualità di vicepresidente, dopo il suo impeachment. Sottoposto anch'egli ad una procedura di accusa, bocciata dal Congresso, per il suo ruolo nello scandalo Petrobras. La sua scelta di cancellare la riserva amazzonica, rendendola agibile per il disboscamento e l'allevamento, è stata duramente criticata anche all'estero. Completò il mandato 2015–2019. |               | Michel Temer                   |          |                                                       |                                                       |                                                                                        |                 |
| 38 | |               | Jair Bolsonaro                 | 2018     | 1º gennaio 2019                                       | 1º gennaio 2023                                       | Social-Liberale (PSL) (fino al 2019) Indipendente (2019-2021) Liberale (PL) (dal 2021) | Hamilton Mourão |
| 38 | Primo ex militare eletto presidente dalla fine della dittatura militare e deputato dal 1991. Il suo mandato ha visto un aumento sostanziale del diboscamento della Foresta amazzonica, le cui aree protette sono state di molto ridimensionate a discapito dei nativi della zona e dell'ecosistema. Egli ha, altresì, presieduto sulla gestione della pandemia di COVID-19 nel paese, aspramente criticata per via delle sue posizioni spesso anti-scientifiche sulla malattia, la sua diffusione e sui metodi di protezione collettivi ed individuali come mascherine, distanziamento sociale, confinamenti e vaccini, visto l’altissimo numero di morti che hanno causato, anche per via dell’intasamento degli ospedali. |               | Jair Bolsonaro                 |          |                                                       |                                                       |                                                                                        |                 |
| 39 | |               | Luiz Inácio Lula da Silva      | 2022     | 1º gennaio 2023                                       | in carica                                             | Lavoratori (PT)                                                                        | Geraldo Alckmin |
| 39 | Primo capo di Stato eletto per un terzo mandato non consecutivo. Attualmente in carica. Nel 2016 Lula fu coinvolto nella "Operação Lava Jato" accusato di aver ricevuto denaro dalla Petrobras, un ranch e un appartamento; e di sospette donazioni illegali dall'impresa di costruzioni Odebrecht, nell'ambito della più grande operazione anticorruzione in America Latina. Nel luglio 2017 Lula fu condannato a nove anni e mezzo di prigione per corruzione passiva e riciclaggio. Nel gennaio 2018, il Tribunal Regional Federal de la Cuarta Región, aumentò a dodici anni la detenzione. Lula dopo la condanna in secondo grado scontò 580 giorni di carcere e venne liberato, dopo l'annullamento delle tre condanne, dal giudice del Supremo tribunale federale Luiz Edson Fachin (designato al Supremo Tribunale da Dilma Rousseff) potendo così partecipare alle elezioni presidenziali                                                            |               | Luiz Inácio Lula da Silva      |          |                                                       |                                                       |                                                                                        |                 |